# 3-й армейский корпус Армии Германии (Первая империя)
3-й армейский корпус Армии Германии (фр. 3e corps d'armée de l'Armée d'Allemagne) — образован 1 апреля 1809 года из частей, входивших в состав Рейнской армии.
Расформирован 2 марта 1810 года при реорганизации французских войск на территории Германии.

## Состав корпуса
На 1 июля 1809 года:
- 1-я пехотная дивизия (дивизионный генерал Шарль Моран)
- 2-я пехотная дивизия (дивизионный генерал Луи Фриан)
- 3-я пехотная дивизия (дивизионный генерал Этьен Гюден)
- 4-я пехотная дивизия (дивизионный генерал Жак Пюто)
- дивизия лёгкой кавалерии (дивизионный генерал Луи-Пьер Монбрен)

## Командование корпуса

### Командующий корпусом
- маршал Николя Даву (1 апреля 1809 – 2 марта 1810)

### Начальник штаба корпуса
- дивизионный генерал Жан-Доминик Компан (1 апреля 1809 – 2 марта 1810)

### Командующий артиллерией корпуса
- дивизионный генерал Антуан Аник (1 апреля 1809 – 2 марта 1810)

### Командующий инженерами корпуса
- бригадный генерал Антуан Тузар (1 апреля 1809 – 2 марта 1810)